# Bataille de Caldiero (1805)
Pour les articles homonymes, voir Bataille de Caldiero.
Troisième Coalition
Batailles
Batailles navales
- Rocher du Diamant (1805)
- Cap Finisterre (1805)
- îles Chausey (1805)
- Trafalgar (1805)
- Cap Ortegal (1805)

Campagne d'Allemagne (1805) : opérations en Bavière - Autriche - Moravie
- Donauwörth
- Wertingen
- Günzburg
- Haslach-Jungingen
- Memmingen
- Elchingen
- Nerenstetten
- Neresheim
- Ulm
- Ried
- Lambach
- Bodenbichl
- Steyr
- Amstetten
- Mariazell
- Dürenstein
- Hollabrunn (Schöngrabern)
- Wischau
- Austerlitz

Campagne d'Italie (1805) : Opérations en Italie du Nord
- Vérone
- Caldiero
- Forano
- Castelfranco Veneto

Invasion de Naples (1806)
- Gaète
- Campo Tenese
- Maida
- Lauria
- Maratea
- Amantea
- Mileto

La bataille de Caldiero eut lieu le 8 brumaire an XIV (30 octobre 1805), dans le cadre de la Troisième Coalition. Elle opposa, non loin de Caldiero (Italie), les armées françaises et autrichiennes.

## Historique
Le maréchal André Masséna avec ses 37 000 hommes, affronte l'armée autrichienne forte de 50 000 hommes, sous les ordres de l'archiduc Charles d'Autriche, postée dans le village et sur les hauteurs de Caldiero. Les attaques de Masséna permettent aux Français de reprendre les hauteurs du village mais celui-ci tint bon jusqu'à la tombée de la nuit. 
Profitant de l'obscurité, l'archiduc fait évacuer l'artillerie et ses effets personnels, laissant un corps de 5 000 hommes sous les ordres du général Hillinger, pour couvrir sa retraite. 

## Troisième bulletin de l'armée d'Italie
Au quartier-général de Vago,
le 8 brumaire an XIV (30 octobre 1805).
Après l'affaire du 7, l'armée avait pris position à Vago, deux miles en deçà de Caldiero, village sur la route de Vérone à Vicence, dans le Véronais. 
Le 8, à deux heures après-midi, elle attaqua l'ennemi sur toute la ligne. 
La division Molitor formant la gauche commença l'action ; celle du général Gardanne attaqua au centre, et celle du  général Duhesme à la droite. Ces diverses attaques furent bien exécutées et heureusement conduites. Le village de Caldiero fut emporté aux cris de vive l'Empereur ! et l'ennemi fut poursuivi jusque sur les hauteurs.
À quatre heures et demie, le prince Charles fit avancer sa réserve forte de 24 bataillons de grenadiers et de plusieurs régiments. La bataille devint alors plus vive. Les troupes de S.M. déployèrent leur intrépidité ordinaire : la cavalerie chargea plusieurs fois et toujours avec succès ; des bataillons de grenadiers de la réserve donnèrent en même temps, et la baïonnette décida du sort de la journée. L'ennemi avait fait jouer plus de trente pièces d'artillerie qui garnissaient ses retranchements. Malgré l'acharnement de sa résistance, il a été culbuté et poursuivi jusqu'aux pieds des redoutes au-delà de Caldiero.
Nous avons fait 3 500 prisonniers ; le champ de bataille est jonché d'Autrichiens ; le nombre de leurs morts et de leurs blessés égale au moins celui de leurs prisonniers. Le prince Charles a fait demander une trêve pour enterrer les morts.
Notre perte est très peu considérable en comparaison de celle de l'ennemi.
Le maréchal général en chef applaudit à la valeur et au dévouement de l'armée ; il fera connaître particulièrement les belles actions qui ont signalé la journée, et mettra sous les yeux de S.M. l'Empereur et Roi les noms des braves à qui l'honneur en est dû.

## Forces en présence
L'armée autrichienne, forte de 50 000 hommes, est divisée en quatre colonnes (avant-garde, centre, aile gauche, aile droite) plus les réserves.

L'armée française, forte de 37 000 hommes, comporte 5 divisions d'infanterie, 2 divisions de cavalerie et les réserves.

## Bilan
Les Autrichiens perdent 3 000 hommes, morts ou blessés et 8 000 prisonniers, dont le corps d'Hillinger en entier. Les Français, quant à eux, déplorent environ 4 000 morts ou blessés, dont le général Jacques François Brun.